# Deutscher Nachbarschaftspreis
Der Deutsche Nachbarschaftspreis ist eine seit 2017 verliehene Auszeichnung der nebenan.de Stiftung gGmbH, der gemeinnützigen Tochterorganisation des Berliner Sozialunternehmens Good Hood GmbH, das auch die Webplattform nebenan.de betreibt. Der Deutsche Nachbarschaftspreis wird deutschlandweit einmal im Jahr an Projekte vergeben und ist mit 50.000 Euro oder mehr dotiert. Er „zeichnet Initiativen aus, die sich in ihrer Nachbarschaft für ein offenes, solidarisches und demokratisches Miteinander engagieren“. Die Zahl und Art der Preise variieren von Jahr zu Jahr. Neben Preisen für einen oder mehrere Bundessieger werden Preise für Sieger in allen Bundesländern sowie seit 2018 ein Publikumspreis vergeben.

## Ausschreibungen und Preisträger
2017
Im Jahr 2017 wurden insgesamt 55.000 Euro Preisgeld zu vergeben. Schirmherr war der damalige Bundesinnenminister Thomas de Maizière. Aus über 1.300 Bewerbungen wurden 66 Projekte nominiert, und von diesen 16 Landessieger und drei Bundessieger ausgezeichnet. Folgende Preise wurden verliehen, wobei der zweite Preis an zwei Projekte ging.
- 1. Preis: Bürgerinitiative Agora Köln mit ihrem Projekt „Tag des guten Lebens“; hierfür wurde in Köln-Deutz „vier Tage autofreie Straßen geschaffen, die in Selbstorganisation von den Anwohnerinnen und Anwohnern für ein buntes Straßenfest mit Diskussions- und Erprobungsraum alternativer Ideen umgenutzt wurden“.
- 2. Preis: „Witzin macht Zukunft“ für die ehrenamtliche Verbesserung des Dorflebens im strukturschwachen Mecklenburg-Vorpommern sowie „Lebensmittel retten Magdeburg“ für die Verteilung übrig gebliebener Lebensmittel aus Supermärkten und Restaurants an Bedürftige und gemeinsame Kochabende.
- Landessieger: Dorfladen Langenbeutingen (BW), Ein Teller Heimat (BY), Baumscheibenfest (BE), Stadtteilnetzwerk Potsdam-West (BB), Ab geht die Lucie! (HB), KULTURISTENHOCH2 (HH), Stadtteilwohnzimmer (HE), Wir in Witzin (MV), GÖ schafft’s (NI), Tag des guten Lebens (NRW), Stadtteiltreff Gonsenheim (RP), Kulturschlüssel Saar (SL), ANNALINDE (SN), Lebensmittel retten Magdeburg (ST), Bücherpiraten (SH), NAHbarn (TH).[4]

2018
Im Jahr 2018 wurden aus über 100 nominierten Projekten, bei über 1.000 Bewerbungen, ein Landessieger für jedes Bundesland sowie ein Publikumssieger ausgewählt. Der Preis war mit insgesamt über 50.000 Euro dotiert. Projekte in folgenden Bereichen konnten sich bewerben:
- Generationen (Senioren / Jugendliche und Kinder / Familie),
- Brücken bauen (Integration / Interkulturell / Interreligiös),
- Verschönerung (Umbau / Stadtgestaltung / Kunst),
- Begegnungen schaffen (Aktionen / Treffpunkte / Netzwerke / Feste),
- Nachbarschaftshilfe (Hilfe zur Selbsthilfe / Engagementförderung / Inklusion),
- Nachhaltigkeit (Umwelt / Ressourcenschonung).

Bundesinnenminister Horst Seehofer gab die Schirmherrschaft im August 2018 zurück, nachdem der Verein Moabit hilft, und eine Initiative aus Köln ihre Nominierungen wegen Seehofers Haltung in der Flüchtlingspolitik abgelehnt hatten. Seehofer kritisierte Äußerungen, die Michael Vollmann als Geschäftsführer der nebenan.de-Stiftung in diesem Zusammenhang gemacht hatte, als diskreditierend und erklärte: „Da Sie mir Toleranz, Mitmenschlichkeit und Offenheit absprechen, stehe ich für die Schirmherrschaft ab sofort nicht mehr zur Verfügung“.
In diesem Jahr wurde ein Landessieger für jedes Bundesland ausgezeichnet, zudem wurde ein Bundessieger und ein Gewinner des bundesweiten Publikumspreises ernannt. Der Bundessieger (1. Platz) und der Gewinner des Publikumspreises wurden bei der Preisverleihung durch Vollmann zugleich für den Deutschen Engagementpreis 2019 nominiert.
- 1. Platz: Tausche Bildung für Wohnen e. V.: Junge Erwachsene im Bundesfreiwilligendienst, Studierende oder Auszubildende ziehen als Bildungspaten für mindestens ein Jahr in den Stadtteil, wo sie mietfrei wohnen können, und betreuen im Gegenzug nach einer Qualifizierung benachteiligte Kinder des Stadtteils. Auch städtische und religiöse Einrichtungen wie Moscheen, Kirchen, Sportplätzen, Turnhallen und Jugendzentren öffnen sich – nach Möglichkeit kostenlos – für die Teilnehmer des Projekts. Ein zentraler Lern- und Arbeitsraum („TauschBar“) bietet auch Eltern eine Anlaufstelle für Fragen und Beratung.
- Landessieger: Emmertsgrunder Stadtteilmanagement (BW), Café Tür an Tür (BY), KulturMarktHalle e.V. (BE), Bauspielplatz „Wilde Blüte“ (BB), Integrationsprogramm „Vielfalt leben“ (HB), 48h Wilhelmsburg (HH), Bürgerpark Lich (HE), Demokratiebahnhof (MV), Soziales Kaufhaus „2. HeimArt“ (NI), Stadtteilprojekt „Tausche Bildung für Wohnen“ (NRW), AJK e.V. (RP), Nauwieser Picknick (SL), Dorf-Film „Gottschdorfer Hans im Glück“ (SN),  Kultur auf den Höfen (ST), Wahlverwandtschaften Alt & Jung (SH), Skateranlage der Optimisten (TH).[5]
- Publikumspreis: Mein Ickern e.V. mit seinem Projekt „Ickerner Bürgerpicknick“.[5]

2019
Im Jahr 2019 wurden aus über 100 nominierten Projekten ein Bundessieger ernannt und außerdem eine Initiative aus jedem Bundesland für ihr nachbarschaftliches Engagement ausgezeichnet. Insgesamt waren 50.000 Euro Preisgeld ausgeschrieben. Die Preisverleihung fand im Festsaal Kreuzberg in Berlin statt, in Anwesenheit der Bundesfamilienministerin Franziska Giffey. In diesem Jahr fand die Veranstaltung erstmals gemeinsam mit der Verleihung des Preises Soziale Stadt statt, der bereits seit 2000 verliehen wird.
- 1. Platz: Stinknormale Superhelden aus Rathenow (Brandenburg): „Eine Gruppe junger Menschen in Superheldenkostümen macht sich gegen Ungerechtigkeit, Umweltverschmutzung und für eine grüne Nachbarschaft stark. In Rathenow sensibilisieren die Stinknormalen Superhelden Schulklassen für Umweltschutz & Nachhaltigkeit, pflegen den „Stinknormalen Stadtgarten“ und engagieren sich für Obdachlose.“[12]
- 2. Platz: Mehrgenerationendorf Bietzerberg aus Merzig (Saarland): Nachbarschaftshilfe für alte Menschen und in der Pflege, in einem ehrenamtlich sanierten Pfarrhaus.[12]
- 3. Platz: Shalom Rollberg aus Berlin: zur Prävention und Bekämpfung von Antisemitismus werden im Rollbergviertel von Berlin-Neukölln treffen sich seit 2012 vorwiegend muslimische Kinder und Jugendliche mit ehrenamtlich engagierten jüdischen Bewohnern Berlins im Rahmen von Bildungs- und Freizeitangeboten.[12]
- Landessieger: ALTER (BW), Transition Regensburg (BY), Shalom Rollberg (BE), Stinknormale Superhelden (BB), KlimaWerkStadt (HB), Begegnungszentrum ALTE SCHULE (HH), Kulturzentrum Alte Wache (HE), CARIbuni Stadtteiltreff (MV), PLATZprojekt (NI), Fachgeschäft für Stadtwandel (NRW), Älterwerden in der Grafschaft mitgestalten (RP), Mehrgenerationendorf Bietzerberg (SL), UFER-Projekte Dresden e.V. (SN), Seniorenbesuchsdienst KlingelZeichen (ST), SchanZe (SH), Gemeinschaft Kunterbunt (TH).[10]
- Publikumspreis: Nachbarschaftsverein Goase aus Leipzig.[13]

2020
Der Deutsche Nachbarschaftspreis wurde 2020 an herausragende Projekte verliehen, die sich vor Ort gegen zwei drängende gesellschaftliche Herausforderungen – die Coronakrise und den Rassismus – engagieren. Die Verleihung erfolgte pandemiebedingt digital. Der Preis war mit 58.000 Euro dotiert, 16 Landessieger erhielten je 2.000 Euro, die ersten drei Bundessieger erhielten 10.000 Euro (1. Platz), 7.000 Euro (2. Platz) und 5.000 Euro (3. Platz), der durch Online-Abstimmung bestimmte Publikumssieger „Coronahilfe“ 10.000 Euro; das Preisgeld musste nachweislich konkreten gemeinwohlorientierten Projekten in der Nachbarschaft zugutekommen, Wirkung für viele Menschen in der Nachbarschaft entfalten und nachhaltig sein. dotiert. Aus fast 1.000 Bewerbungen wurden folgende Bundessieger ausgewählt:
- 1. Platz: der WELCOME Treff aus Halle in Sachsen-Anhalt für den seit 2015 währenden Einsatz für Geflüchtete durch Sprach- und Kulturangebote, gemeinsames Kochen, Sport und Unterstützung bei Behördengängen.
- 2. Platz: der Offene Garten aus Osnabrück in Niedersachsen für die Öffnung zahlreicher privater Gärten während der pandemiebedingten Schließung von Schulen, Kitas und Spielplätzen.
- 3. Platz: Krone–wachgeküsst! aus Schweina in Thüringen für den ehrenamtlicher Einsatz zur Umwandlung einer geschlossenen, traditionsreichen Schankwirtschaft in einen neuen generationenübergreifenden Treffpunkt.
- Landessieger: Pforzheim hilft! (BW), Olytopia – Das grüne Dorf in der Stadt (BY), Solidarische Nachbarschaft im Richardkiez (BE), Unser Pücklerdorf – ein Ort für alle! (BB), Naturschutz to go – Saatgutautomat (HB), Gemeinsame Sache mit Hanseatic Help (HH), Obertshausen hilft (HE), PlattenPark Mueßer Holz (MV), Offener Garten (NI), Utopiastadt (NRW), TakeCare-Gutscheine (RP), Förderung des dörflichen Zusammenlebens (SL), Gemeinsam für die Mewa (SN), WELCOME Treff (ST), Alte Schule Lilienthal (SH), Krone – wachgeküsst ! (TH).[16]
- Publikumspreis: Corona-Nachbarschaftshilfe Fürstenfeldbruck für die Mobilisierung und Koordinierung von über 1.000 Freiwilligen im Frühjahr 2020 für Hilfeleistungen wie Einkäufe für Risikogruppen, Kinderbetreuung und Telefonseelsorge.[17]

2021
Im Jahr 2021 wurde der mit insgesamt 57.000 dotierte Preis erstmals in fünf Themenkategorien vergeben.
- Generationen: Die gute Stube e.V. Rein in die gute Stube – und gemeinsam die nachberufliche Lebensphase genießen.[18]
- Kultur & Sport: Silbersack Hood Gym. Von der Straße für die Straße: Kostenloses Sportangebot auf St. Pauli[19]
- Nachhaltigkeit: Eh da-Initiative Essingen e.V. Gemeinsam gegen Artenarmut – Ein Dorf in Rheinland-Pfalz macht ungenutzte Flächen wieder lebenswert für Mensch und Natur[20]
- Öffentlicher Raum: Deinbacher Dorfladen. Vorbildliche Nahversorgung und Begegnungsort: Der genossenschaftliche Dorfladen.[21]
- Vielfalt: Bahtalo – Freude und Hoffnung. Reden ist schwierig, Singen kein Problem: Gemeinsam musizieren und etwas auf die Bühne zu bringen als Antwort auf Vorurteile und Sprachlosigkeit.[22]
- Landessieger: Kooperationsprojekt Gemeinschaftsgarten (BW), Wunschgroßeltern in Altmühlfranken (BY), GreenKiez (BE), Alle zusammen – voran 03! (BB), WE, THE FUTURE (HB), Welcome Dinner Schmaustausch (HH), WirFAIRändern (HE), Eschenhof – Gemeinsam Gärtnern e.V. (MV), mosaique – Haus der Kulturen (NI), Beginenhof Essen e. V. (NRW), Bürgerpark Unkel (RP), Illingen engagiert gegen Müll (SL), Lebendiger Adventskalender – von und für Nachbarn (SN), Schieferhaus Wippra (ST), Freundeskreis Seebadeanstalt (SH), Kultur am Fenster (TH).[23]

2022
Im Jahr 2022 wurde der mit insgesamt 57.000 dotierte Preis wiederum in fünf Themenkategorien vergeben.
- Generationen: Nachbarschaftshilfe Karlshagen – Die Nachbarschaftshilfe aus Usedom bringt anhand vielseitiger Aktionen wie der Kinderweihnacht oder Sportfesten verschiedene Generationen zusammen und tritt damit Vereinsamung und Isolation entgegen.[24]
- Kultur & Sport: Obernkirchen Raptors e.V. Unser Verein – Unsere Stadt. Die Initiative hat einen ehemaligen Supermarkt in eine barrierefreie Sportstätte verwandelt und bietet neben Sportaktivitäten auch Raum für soziale Projekte.[25]
- Nachhaltigkeit: Litterpicker – Kehr deinen Kiez – Die Litterpicker räumen wöchentlich ihren Kiez auf, verschenken WeCare Pakete zum selbst aktiv werden, klären in Workshops über das Thema Müll auf und bringen das Thema mit Spaß und Leichtigkeit aus der Schmuddelecke.[26]
- Öffentlicher Raum: Spielstraße Anzengruberstraße. Die Initiative verwandelt jeden Sonntag zwischen Mai und September einen Abschnitt der Anzengruberstraße in Berlin-Neukölln in eine Spielstraße für Kinder aus dem Kiez.[27]
- Vielfalt: Mut machen – Steele bleibt bunt. „Steele bleibt bunt“ setzt sich mit Aktionen wie Konzerten und Gesprächen gegen das Erstarken von Rechtsextremismus im Stadtteil ein und fördert durch eigene Inhalte ein friedliches sowie solidarisches Miteinander.[28]
- Landessieger: Gemeinschaft spielerisch erleben (BW), Foodsaving Obergiesing (BY), Suppenküche Lichtenrade (BE), Bürgerwerkstatt Schwedt (BB), Waller Mitte – Platz für alle (HB), Radeln ohne Alter Eppendorf (HH), Freiherrs Garten (HE), MittwochsMa(h)Izeit (MV), Aktiv für Klima- und Artenschutz (NI), Dorfzentrum Mittendrin (NRW), Nachbarschaftshilfe Koblenz-Süd (RP), Begegnungsprojekt Bornewasserweg (SL), Pflegepause (SN), Aktionsgruppe Langeneichstädt (ST), gemeinsam aktiv (SH), Sonne für Beulwitz (TH).[29]

2023
Im Jahr 2023 wurden Sieger in fünf Themenkategorien, ein Sonderpreis der Jury sowie ein Projekt für jedes der 16 Bundesländer als Landessiegerprojekt ausgezeichnet. Die Sieger der Themenkategorien und des Sonderpreises waren:
- Generationen: Kinderbürgermeister Spora – hier werden Kinder werden politisch aktiv.
- Kultur & Sport: Dorfkino Dolgelin – ein gemeinsames Dorfkino in der renovierten Dorfkirche.
- Nachhaltigkeit: Zukunftshaus Forchheim – gemeinsame nachhaltige Aktivitäten, unter anderem mit einem Reparatur-Café.
- Öffentlicher Raum: Bürgerpark FreiFeld – ein „kunterbunter Ort des Zusammenhalts“.
- Vielfalt: Die Krawatte – ein besonderer Ort der Begegnung.
- Sonderpreis der Jury: Dörfernetzwerk Nordwestuckermark – Zusammenhalt und Vernetzung unter 38 Dörfern.

## Unterstützer
Unterstützer sind die Deutsche Fernsehlotterie, der Diakonie Deutschland, Edeka, Wall und der Deutsche Städtetag.